# 冨田知孝
冨田 知孝（とみた ともたか、1977年8月24日 - ）は、日本のボーカリスト。敏いとうとハッピー&ブルーの元メンバー。群馬県館林市出身。

## 人物

### 幼少期（東京）〜青年期（群馬）
幼い頃より東京音楽大学付属幼稚園にてヴァイオリンを専攻。徹底したスパルタ音楽教育を受け4歳にして絶対音感を身につける（本人談）。
高校は地元群馬県立館林高等学校へ入学、男子校ということもあり本人曰く「何も得る事の無い3年間だった。でもギャンブルだけが俺を救ってくれた」との事であるが、実際は担任教師に競泳用水泳パンツを盗まれたりもしている。
その後、日本体育大学体育学部健康学科へ進む事となる。絶対音感の封印は本人にとっては修行のような物であったらしい。

### 青年期（東京）
スキー初心者にもかかわらずスキー教室のインストラクターを務める。大学時に関しては、「話すとシャバが遠のくから・・・」とあまり話したがらない。

### 青年期（大学卒業後）
持ち前の絶対音感を駆使した安定感のある発声をかわれ、劇団の立ち上げ公演に参加、演目の評判はかなりそこそこだった。冨田本人の演技の評判は良かったものの、劇団自体はそれほどの評価を得ることができず自然消滅してしまう。
ちょうどタイミングを同時にして演技の評判を聞きつけた知人により清水宏次郎主催による「清水塾」に誘われ参加することとなる。
この頃より俳優としての活動が多くなりVシネマ、舞台、映画等出演が増え、演技の評価もさらに上がってくるが、しかし、またもや所属団体の解散という悲運に見舞われてしまう。本格的に俳優業を始めようとしていた矢先の解散は相当な痛手であり相応のショックもあったようで一時期芸能活動から遠ざかる。
俳優業を始めた頃はギャンブルにより生活費を稼いでいたが仕事が忙しくなるにつれて思うように勝てなくなり高級外車によるタクシーの運転手（反社会勢力の付き人兼運転手）を始めていた為、その解散をキッカケに運転手の仕事で生計を立てることを決意する。
仕事柄、各界の著名人を送迎する事が多く、そこで偶然にもムード歌謡の帝王と呼ばれる「敏いとうとハッピー&ブルー」リーダー・敏いとうと出会い、持ち前の安定した歌唱力を評価され、意気の良い若手を捜していたという事もあり「敏いとうとハッピーアンドブルー」のメンバーとして活動することになる。
敏いとうとハッピーアンドブルーでは「無理な話は言わないで」をリリース。多数の歌謡ショー、ディナーショー、テレビ、ラジオ出演等で精力的に活動していく。その後、2年半程の活動後脱退。この時期から音楽ビジネスへの興味を持ち始め、楽曲の制作やプロデュース、イベント制作等の仕事を始めるようになる。数々のCD企画・制作業務など経て、再度、良きムード歌謡曲を広めるため、歌謡バンド活動などに励む。

## エピソード
- 同性愛者にモテる。自身がサウナ好きということもあり、サウナに行くと仮眠中は必ずと言っていいほど隣に同性愛者がやって来て何かしらのアプローチをされる。何度か目覚めるとあられもない姿になっていた事もある。

## 出演作品

### 映画
- 2002年　マッスルヒート

### Vシネマ
- 2001年　パチンコバトルロワイヤル
- 2002年　湘南爆走族3 10オンスの絆

### 舞台
- 2000年　六畳一間の居候たち （劇団グラニュー党）
- 2001年　六畳一間で愛してる（samasamaプロデュース公演）
- 2001年　HAND 〜手〜（春風堂公演）
- 2002年　摩天楼ブルー（清水塾）

### CD
- 2003年　無理な話は言わないで（敏いとうとハッピー＆ブルー）